# 日本光電工業
日本光電工業株式会社（にほんこうでんこうぎょう）は、医療機器を開発・製造・販売する東証プライム上場企業である。
1951年創立。本社所在地は東京都新宿区で、日本国内外で36社によるグループ経営を行っている。

## 概要
医療機器を幅広く開発・販売するメーカー。もともとは脳波計の開発・販売からスタートしたため、日本でのシェアは90.9%（2005年）と高い。筋電図検査装置、ポリグラフ、除細動器、においても、国内はもとより世界でも高いシェアを持つ。　また、集中治療室、手術室、一般病棟等で利用されている生体情報モニタは、はじめて開発・商品化した機種でもあり、国内トップのシェアをもつ。当初の主製品は脳波計であったが、1980年頃を境にして、生体情報モニタに主役の座を譲った。

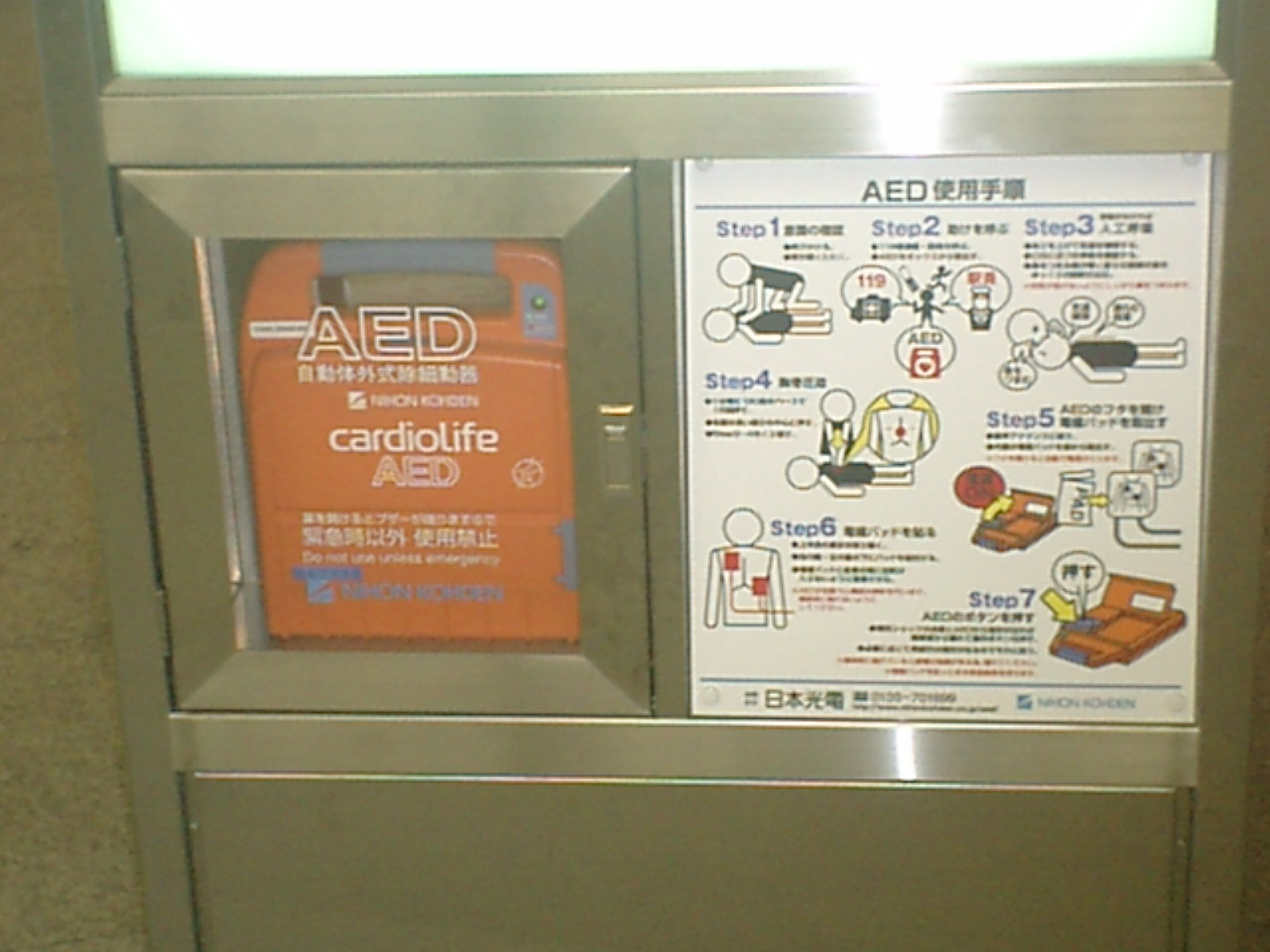
駅ホームに設置された（日本光電工業社製）のAED

また、自動体外式除細動器（AED）の販売も手がけており、主力製品の一つである。2007年の東京マラソン2007では同社のAEDを36台提供、実際に同社のAEDにより2名の心停止者が救われた。翌年、2008年の東京マラソン2008では公式スポンサーにもなった。2009年の東京マラソン2009でも公式スポンサーとなり、タレントの松村邦洋が心肺停止に陥った際に使用されたAEDも同社のものであった。以降、毎年東京マラソンの公式スポンサーに名を連ねており、2019年の東京マラソン2019でもAEDを提供したものの、幸い利用されることはなかった。
なお、現在の医療で欠かすことのできないパルスオキシメーター（動脈血酸素飽和度測定器）は、同社の青柳卓雄博士、岸道男によって1974年に原理発明され、アメリカの企業で開発されたものである。
2003年度の「優れた会社」（日本経済新聞）ランキングにも選ばれている。
2021年1月6日に同社社員3人が贈収賄容疑で逮捕されている。

## 沿革
- 1951年 - 東京都文京区に日本光電工業株式会社を設立。世界初の8ch全交流直記式脳波装置ME-1Dを開発。特許取得。
- 1952年 - 東京都新宿区西落合に本社および工場を移転。
- 1957年 - 携帯型心電計MC-2Hを開発・販売。
- 1958年 - ソニーと提携。一般向け補聴器を制作。
- 1960年 - 日本初となる多用途監視記録装置（ポリグラフ）を開発・販売。
- 1964年 - 世界初となる生体情報モニタを久保田博南らが商品化・販売。
- 1967年 - 日本で初めて開設された東北大学の集中治療室に生体情報モニタを納入。
- 1972年 - 自動血球計測器MEK-1100を開発・販売。
- 1974年 - パルスオキシメーター（動脈血中酸素飽和度測定装置）の原理を青柳卓雄らが開発。
- 1975年 - 世界初の無線テレメータ式生体情報モニタを久保田博南らが開発・販売。
- 1979年 - 宇宙開発事業団（NASDA）から調査・研究・開発業務を委託され、ライフサイエンス実験装置を開発。
- 1982年 - 世界初の不整脈解析機能内蔵の心電図モニタを販売。
- 1990年 - 日本初のデジタル心電図テレメータを販売。
- 1996年 - 病棟での看護業務をサポートする看護支援システムを販売。
- 2000年
  - 挿管器具スタイレットスコープを開発・販売。
  - 宝酒造、和研薬と細胞医療関連製品の新会社宝光電細胞医療株式会社を設立。
- 2001年 - 業務提携関係を結ぶ東芝メディカルシステムズと、国内初となる画像・生体情報統合型心臓カテーテル検査システム用ネットワークを共同開発。
- 2003年
  - 超小型メインストリーム式CO2センサを開発。
  - 帝人ファーマと睡眠時無呼吸症候群（SAS）領域において、販売提携を結ぶ。
- 2006年 - 人工内耳システムの販売を開始。
- 2007年
  - 国内初となるAEDの開発に成功。
  - 日本初となる術中神経機能モニタリング装置を販売。
- 2015年 - 米国に人工呼吸器開発子会社「オレンジメッド株式会社（現：日本光電オレンジメッド株式会社）」を設立。
- 2016年 - 埼玉県所沢市に技術開発部門を移転。

## 事業所・工場
- 総合技術開発センタ - 埼玉県所沢市くすのき台1-1-6
- 所沢事業所 - 埼玉県所沢市くすのき台1-11-2 西武第二ビル
- 鶴ヶ島事業所 - 埼玉県鶴ヶ島市富士見6-2-20
- 川本工場 - 埼玉県深谷市白草台2909-63（春日丘工業団地内）
- 富岡工場 - 群馬県富岡市七日市486
- 富岡第二工場 - 群馬県富岡市富岡2027番地1

## グループ企業
- 日本光電北海道株式会社 - 製品の販売
- 日本光電東北株式会社 - 製品の販売
- 日本光電東関東株式会社 - 製品の販売
- 日本光電北関東株式会社 - 製品の販売
- 日本光電東京株式会社 - 製品の販売
- 日本光電南関東株式会社 - 製品の販売
- 日本光電中部株式会社 - 製品の販売
- 日本光電関西株式会社 - 製品の販売
- 日本光電中四国株式会社 - 製品の販売
- 日本光電九州株式会社 - 製品の販売
- 日本光電アメリカ株式会社 - 製品の販売
- 日本光電ラテンアメリカ株式会社 - 製品の販売
- 日本光電ブラジル有限会社 - 製品の販売
- 日本光電ヨーロッパ有限会社 - 製品の販売
- 日本光電ドイツ有限会社 - 製品の販売
- 日本光電フランス有限会社 - 製品の販売
- 日本光電イベリア有限会社 - 製品の販売
- 日本光電イタリア有限会社 - 製品の販売
- 日本光電UK有限会社 - 製品の販売
- 日本光電シンガポール株式会社 - 製品の販売
- 日本光電マレーシア株式会社 - 製品の販売
- 日本光電インディア株式会社 - 製品の販売
- 日本光電ミドルイースト株式会社 - 製品の販売
- 日本光電コリア株式会社 - 製品の販売
- 上海光電医用電子儀器有限公司 - 製品の製造・販売
- NKUSラボ株式会社 - 製品の販売・ソフトウェアの開発
- 日本光電フィレンツェ有限会社 - 純正試薬の生産・販売
- 株式会社イー・スタッフ - 業務委託・労働者派遣・IT機器販売
- 株式会社ベネフィックス - 医療情報システム製品の製造・販売
- スパン日本光電ダイアグノスティクス株式会社
- 株式会社日本バイオテスト研究所

## 主な事案
- 2021年1月6日、三重・愛知県警察は三重大学医学部附属病院への医療機器の納入に際し、教授に贈賄を行ったとして当社の中部支店医療圏営業部長、三重営業所長ら社員3人を逮捕[1][2]。この事件により、日本光電は国の機関、各地方公共団体などから1か月-2か月程度の指名停止処分を受けた[3]。6月29日、津地方裁判所は3人全員に執行猶予付きの懲役刑を言い渡した[4]。